# Johann Gottfried Galle
Johann Gottfried Galle (født 9. juni 1812, død 10. juli 1910 i Potsdam) var en tysk astronom, mest kendt for opdagelsen af planeten Neptun 23. september 1846. Han modtog Ingenio et Arti samme år.